# جامعة اليرموك

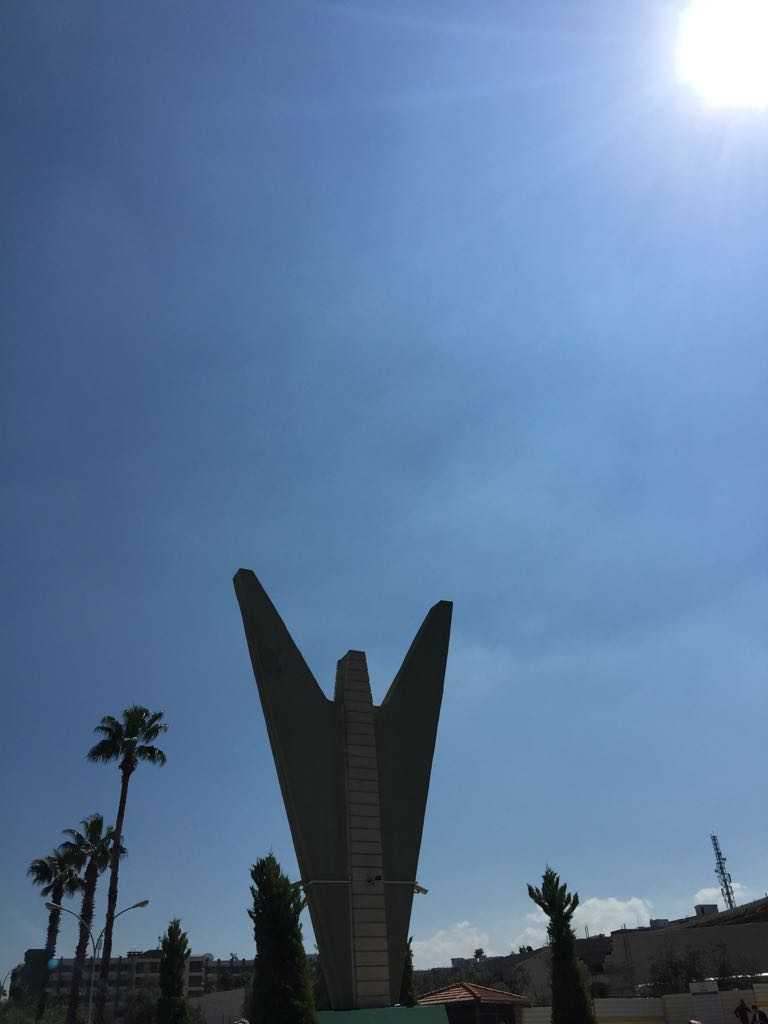
شعار جامعة اليرموك

جامعة اليرموك هي جامعة أردنية حكومية (عامة) تقع في مدينة إربد شمال الأردن، تأسست عام 1976 بأمر من الملك حسين بن طلال وشهدت توسعًا كبيرًا منذ ذلك الوقت. غير أن انفصال الكليات التطبيقية عنها تحت مسمى جامعة العلوم والتكنولوجيا جعلها متخصصة في العلوم البحتة باستثناء كلية الحجاوي للهندسة التطبيقية التي أصبحت تمنح شهادة البكالوريوس في الهندسة التكنولوجية إلى أن تم افتتاح مجمع الكليات الطبية مجددا للعام الدراسي 2013/2014. وهي أول مؤسسة للتعليم العالي المعروف عنها بالنهج المبتكر في إدارة المؤسسات وتنمية الموارد البشرية والسعي إلى التفوق في البحث والتدريس في مختلف مجالات الفنون والآداب والعلوم الاجتماعية.
تتمتع الجامعة بدرجة كبيرة من الاستقلال الذاتي. ويديرها مجلس الأمناء الذي يتم تعيين أعضائه بمرسوم ملكي بناء على تنسيب مجلس الوزراء. لا يقتصر طلاب الجامعة على الطلبة الأردنيين ولكن هنالك عدد لا بأس به من مختلف الطلبة الوافدين من مختلف البلاد العربية ومن مختلف أنحاء العالم.
تنضوي المهمة الرئيسية في الجامعة تحت ثلاثة محاور، هي:
- توفير التعليم كنوعية لجميع طلبة الجامعة في مجالات تخصصهم وعلي جميع المستويات
- تشجيع برامج الأبحاث التي تؤمن الرفاهية للفرد إضافة لتلك البرامج المتعلقة بالنمو الاقتصادي والتنمي
- تعزيز الإثراء الثقافي وتوفير الفرص التعليمية والتدريبية لعامة الناس، وتسهم الجامعة بذلك في خدمة المجتمع المحلي والوطني والإقليمي والدولي

ليس من أهداف الجامعة تدريب الطلاب فقط بل الهدف هو أيضا تحقيق تفوقهم الأكاديمي وتعزيز الجوانب الأخلاقية والروحية الرفيعة لدى الطلاب. إن الثقافة العربية الإسلامية الغنية في المنطقة تعزز من جهود الجامعة في غرس الكرامة وخصائص السلامة والشرف لدى الطلبة، الأمر الذي يساعد في تقديم مساهمات قيمة في عالم الغد. وإدراكًا منها لأهمية التعاون والشراكة فقد عقدت الجامعة العديد من الاتفاقيات الأكاديمية مع الجامعات والمؤسسات في جميع أنحاء العالم.

## كليات الجامعة

مجسم شعار جامعة اليرموك في إربد

تتكون الجامعة من 15 كلية رئيسية. وفي الجامعة عمادة لشؤون الطلبة وأخرى للبحث العلمي والدراسات العليا.
- كلية الصيدلة[2]
- كلية الطب
- كلية الشريعة والدراسات الإسلامية
- كلية الإعلام
- كلية الفنون الجميلة
- كلية الآداب
- كلية العلوم
- كلية الاقتصاد والعلوم الإدارية
- كلية الحجاوي للهندسة التكنولوجية
- كلية التربية
- كلية التربية الرياضية
- كلية القانون
- كلية تكنولوجيا المعلومات وعلوم الحاسوب
- كلية الآثار والإنثروبولوجيا
- السياحة والفنادق

جامعة اليرموك هي التي تستضيف مركز التميز في الخدمات المكتبية للجامعات الأردنية الرسمية، وهو مركز تأسس عام 2004 لإدارة وتنظيم شبكة المكتبات الجامعية الأردنية الرسمية.
ويوجد بالجامعة مركز الأميرة بسمة لدراسات المرأة التي ترأسه الدكتورة بتول المحيسن 

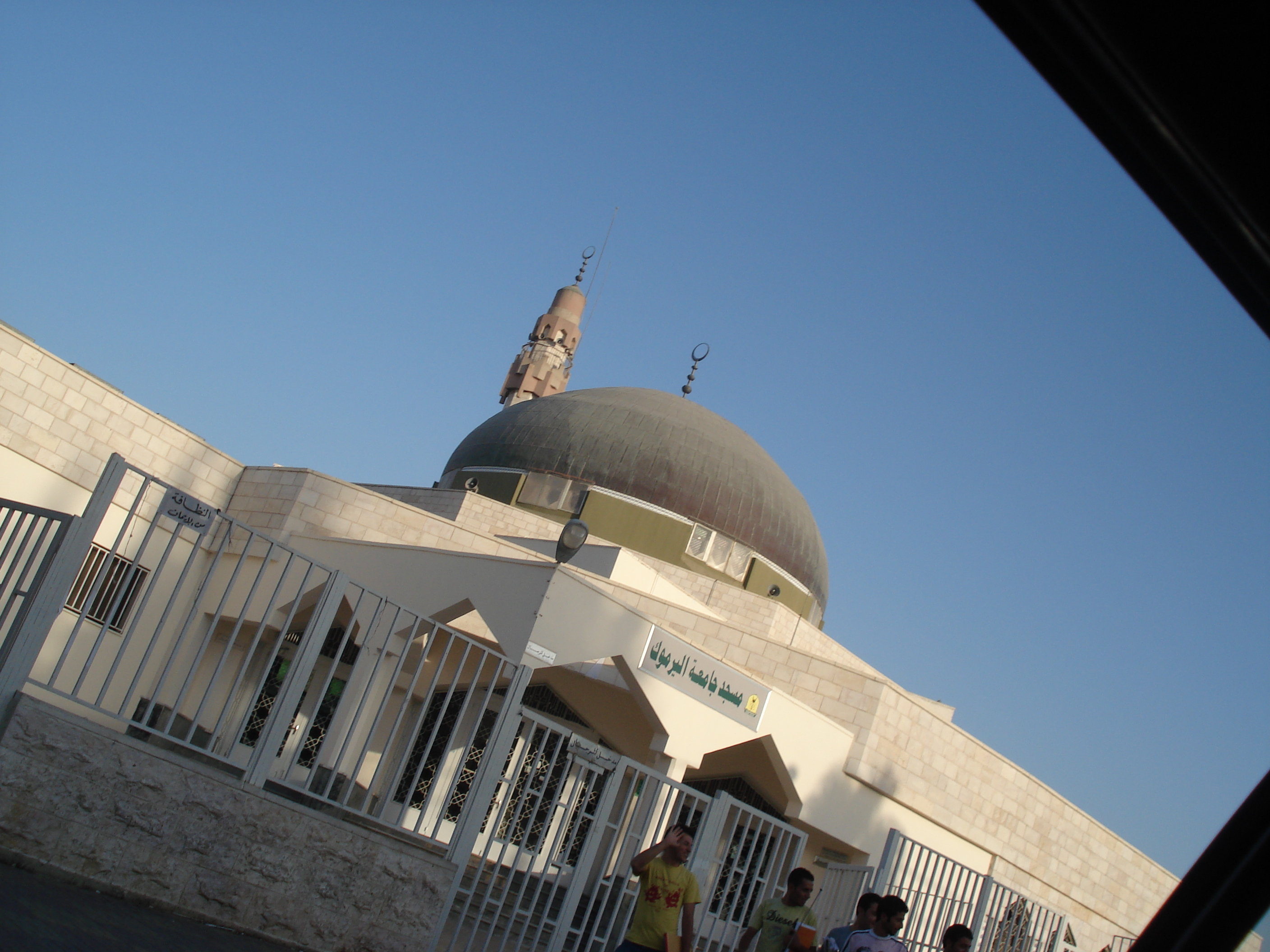
مسجد الجامعة

## وصلات خارجية
- الموقع الرسمي
- الموقع الرسمي لكلية الحجاوي للهندسة التكنولوجية